# Murvica Gornja
Murvica Gornja – wieś w Chorwacji, w żupanii zadarskiej, w gminie Poličnik. W 2011 roku liczyła 253 mieszkańców.